# День пожежної охорони
День поже́жної охоро́ни — професійне свято в Україні, яке відзначається щороку 17 квітня.

## Історія
Свято встановлено указом Президента України В. Ф. Януковича від 11 жовтня 2013 року ураховуючи вагомий внесок працівників пожежної охорони України у справу боротьби з вогняною стихією, захисту життя і здоров'я людей, майна від пожеж, на підтримку ініціативи громадських об'єднань та Державної служби України з надзвичайних ситуацій.

## Відзначення
Відзначається щороку 17 квітня.

## Галерея

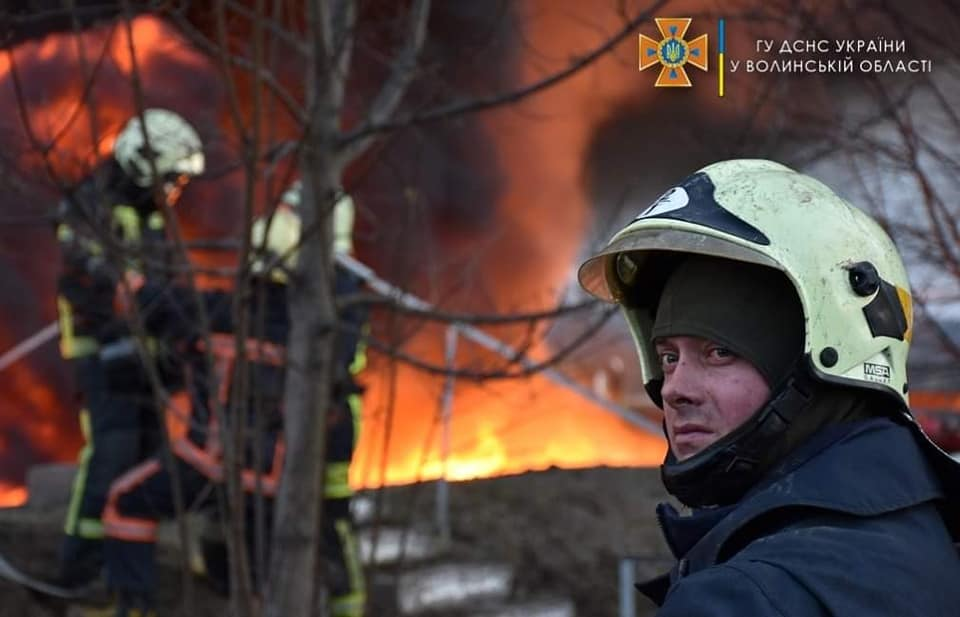
Пожежники Луцька після ворожого ракетного обстрілу
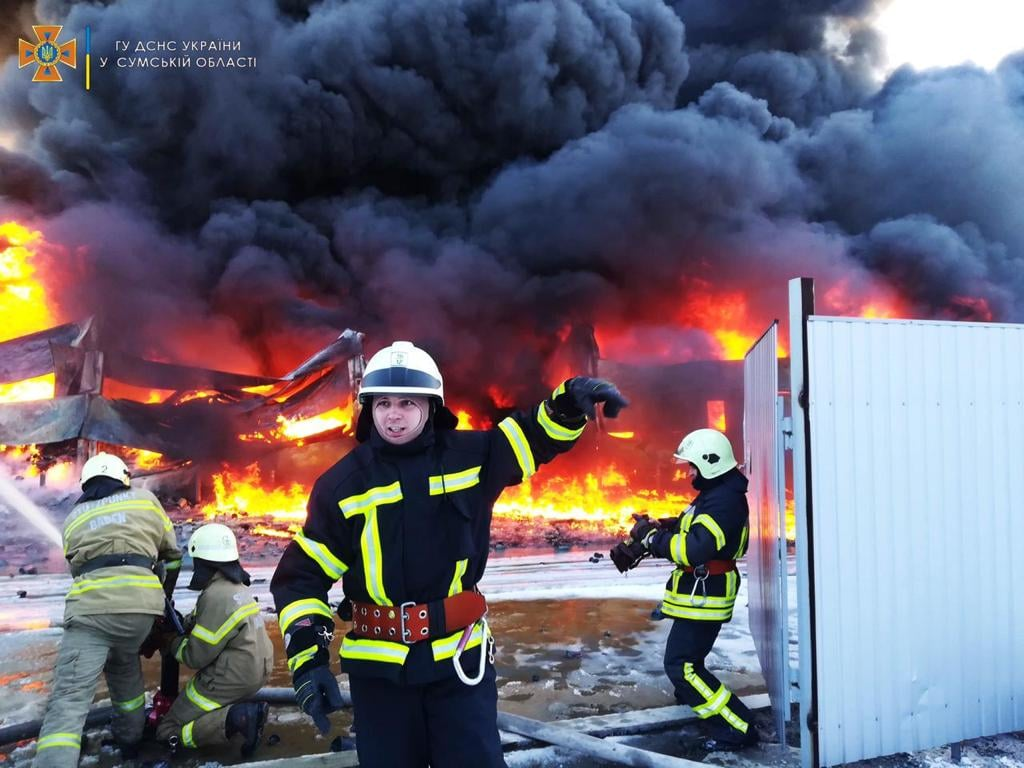
Порятунок людей у Сумах після ворожого бомбардування
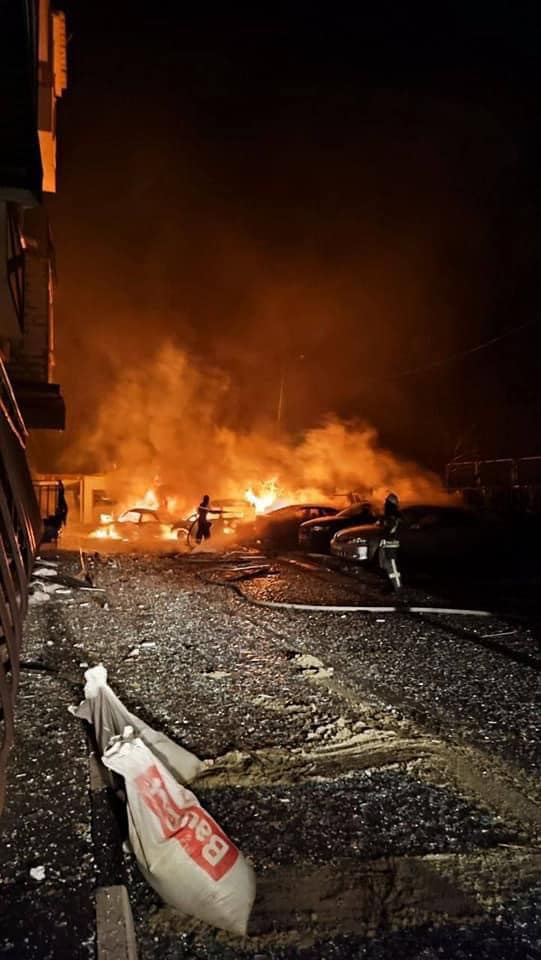
У Харкові після російського бомбардування
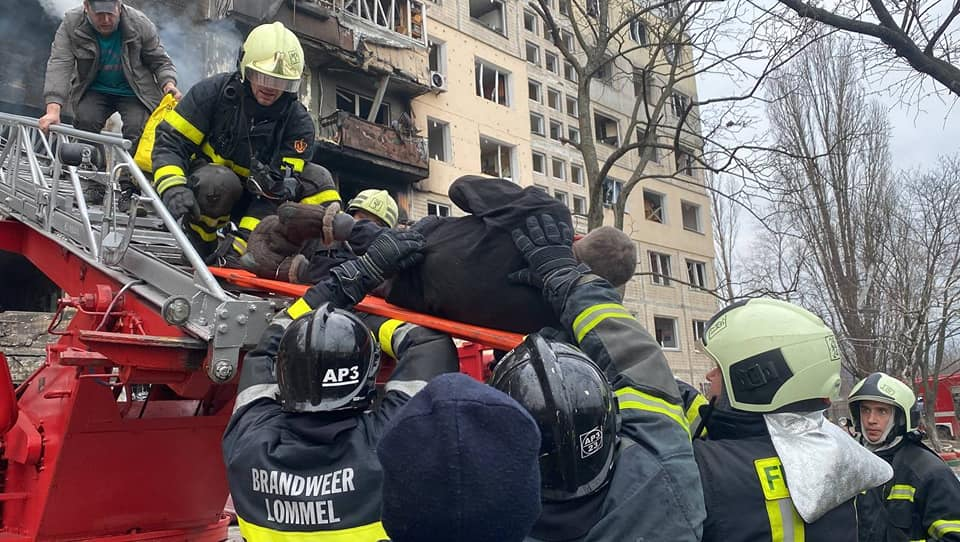
Порятунок киян після ракетного обстрілу
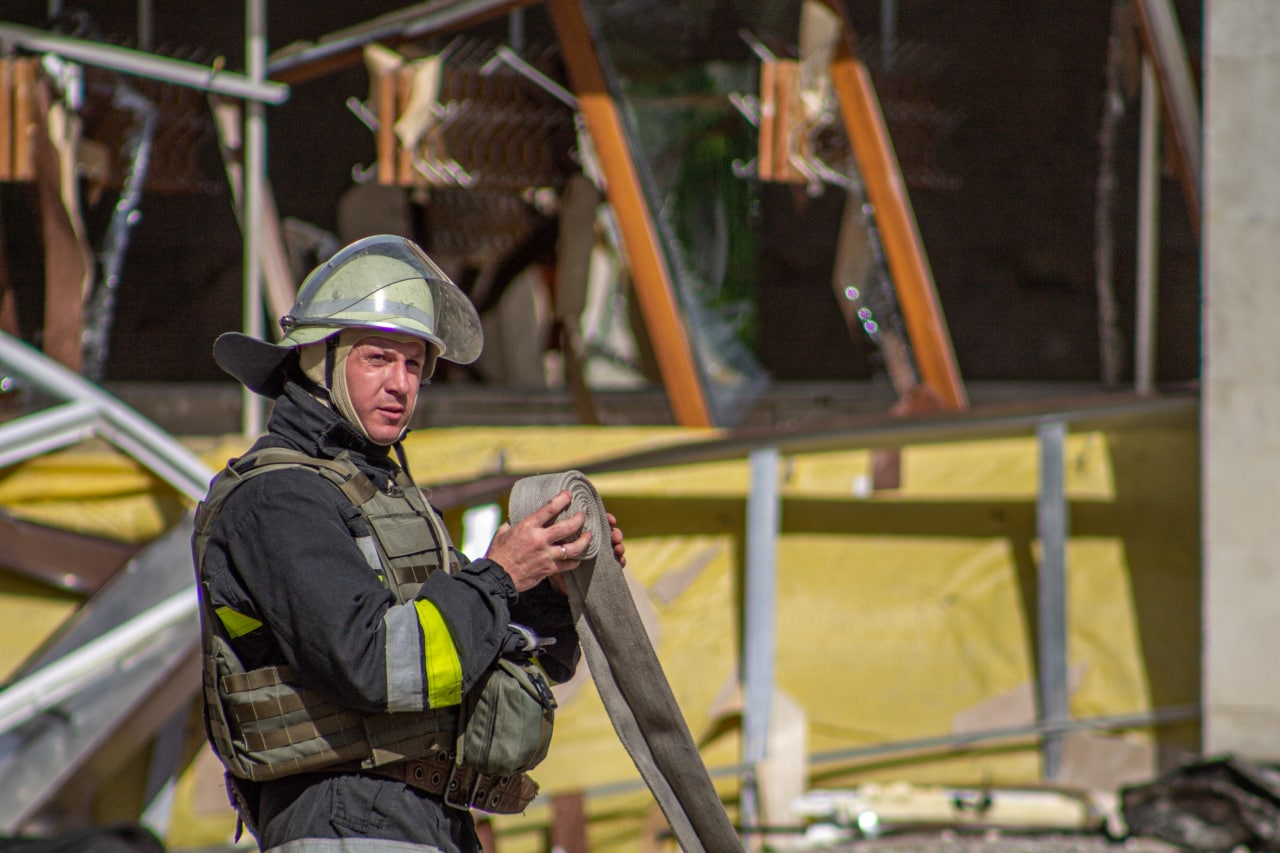
У Лозовій після ворожих обстрілів